# Torymus sylvicola
Torymus sylvicola är en stekelart som beskrevs av William Harris Ashmead 1904. Torymus sylvicola ingår i släktet Torymus och familjen gallglanssteklar. Inga underarter finns listade i Catalogue of Life.